# Cathedral of St Mary and St Anne
De Cathedral of Saint Mary and Saint Anne (ook gekend als Cork Cathedral, Saint Mary's Cathedral, North Cathedral of The North Chapel) is een katholieke kathedraal in Cork, Ierland. Het is de zetel van de bisschop van Cork and Ross.